# Orthrus muluensis
Orthrus muluensis är en spindelart som beskrevs av Fred R. Wanless 1980. Orthrus muluensis ingår i släktet Orthrus och familjen hoppspindlar. Inga underarter finns listade i Catalogue of Life.